# Otacilia subovoidea
Espèce
Otacilia subovoidea est une espèce d'araignées aranéomorphes de la famille des Phrurolithidae.

## Distribution
Cette espèce est endémique du Jiangxi en Chine,. Elle se rencontre vers Jinggangshan.

## Description
Le mâle holotype mesure 3,44 mm et la femelle paratype 3,57 mm.

## Publication originale
- Liu, Luo, Ying, Xiao, Xu & Xiao, 2020 : A survey of Phrurolithidae spiders from Jinggang Mountain National Nature Reserve, Jiangxi Province, China. ZooKeys, no 946, p. 1-37 (texte intégral).